# ریکاردو پیچینینی
ریکاردو پیچینینی (ایتالیایی: Ricardo Piccinini؛ زادهٔ ۷ سپتامبر ۱۹۴۹) بازیکن فوتبال ایتالیایی-آرژانتینی‌تبار اهل گواتمالا بود.
از باشگاه‌هایی که در آن بازی کرده‌است می‌توان به باشگاه فوتبال مونیسیپال اشاره کرد.
وی همچنین در تیم ملی فوتبال گواتمالا بازی کرده‌است.